# ベシエール
ベシエール（Bessières）は、フランス共和国南西部のオート＝ガロンヌ県にあるコミューン。毎年復活祭（イースター）に合わせて数千個の卵を使って巨大なオムレツを作る。

## ギャラリー

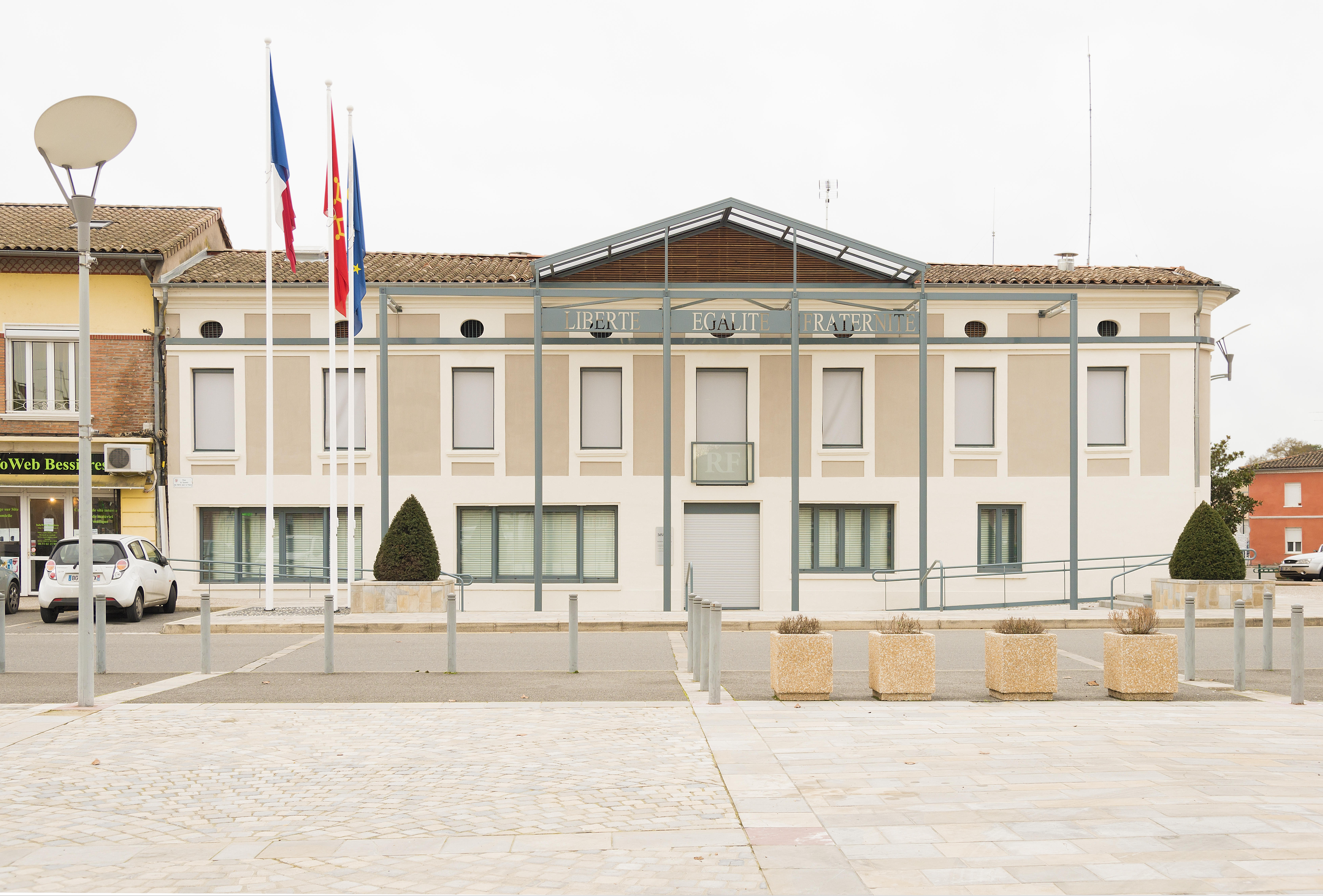
コミューンの役所
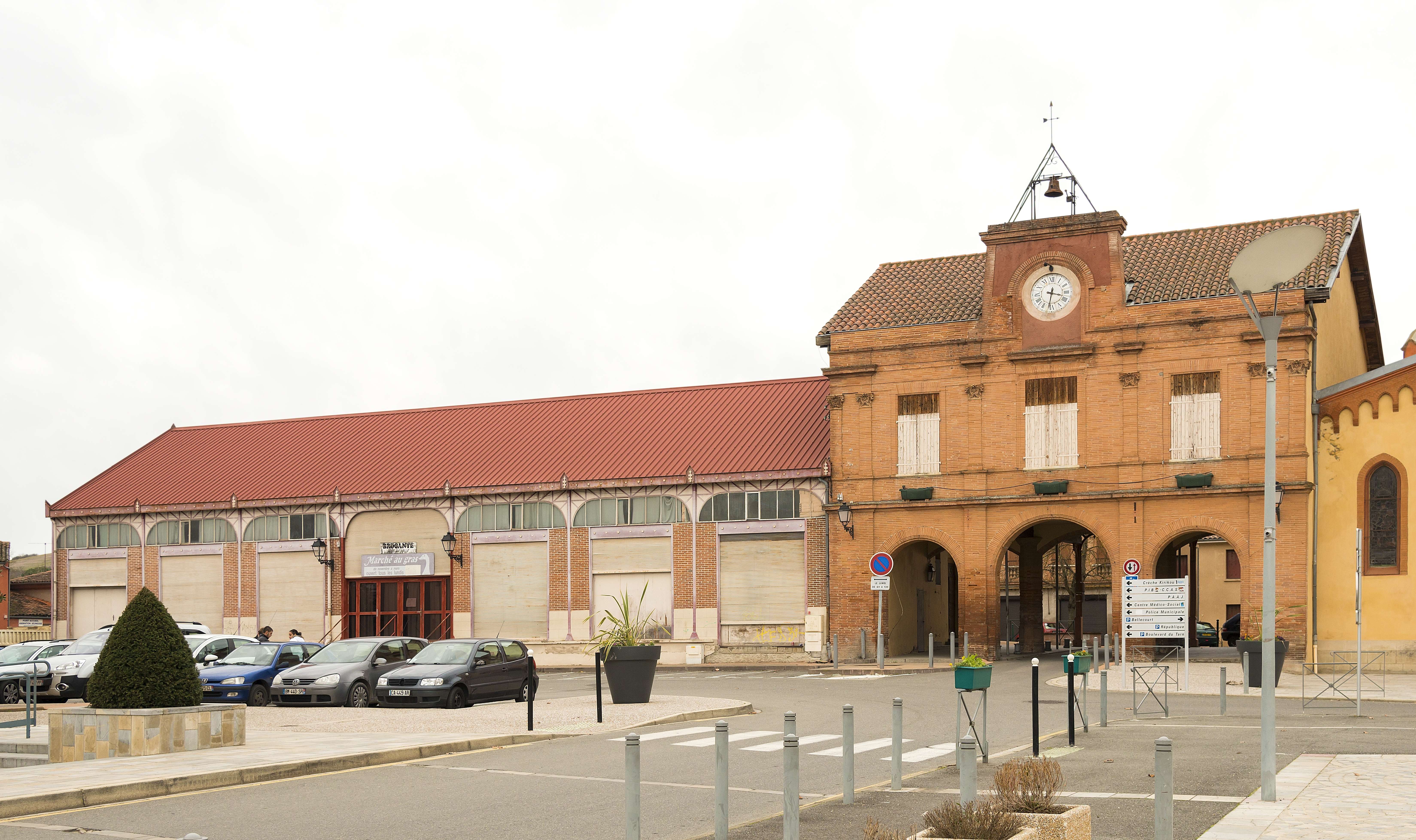
市場
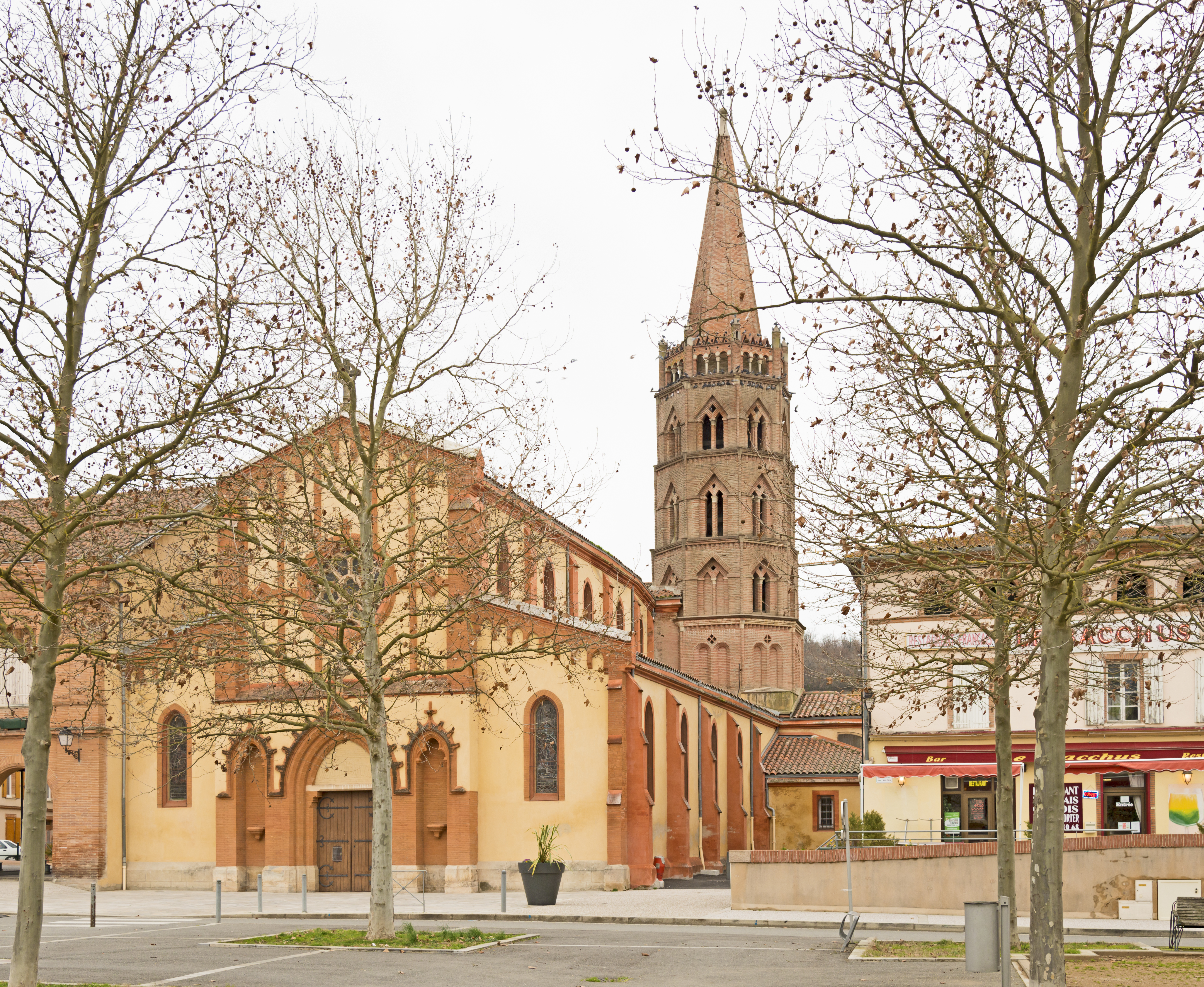
教会
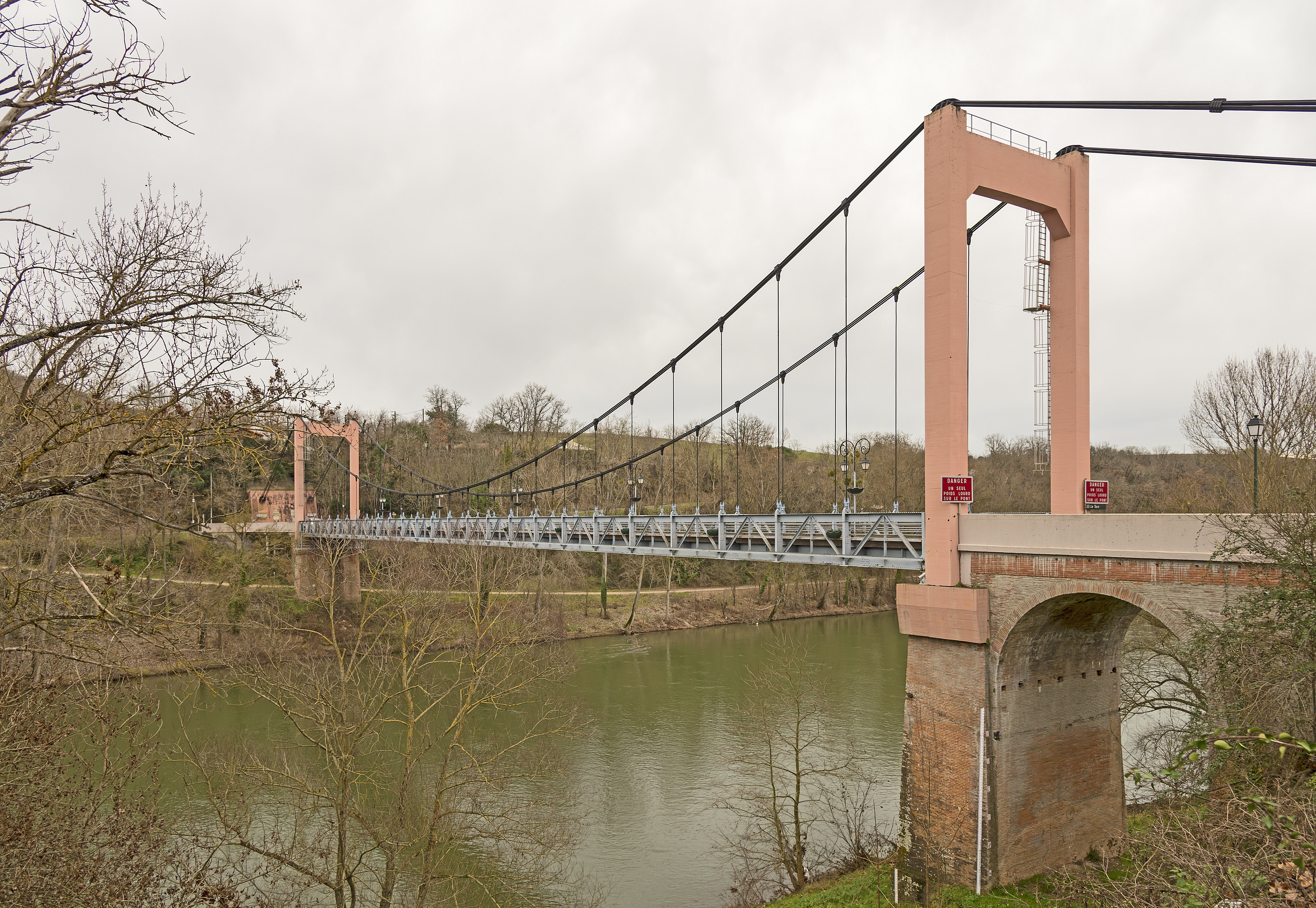
橋